# Laupa
Laupa är en ort i Estland. Den ligger i Türi kommun och landskapet Järvamaa, i den centrala delen av landet, 80 km söder om huvudstaden Tallinn. Laupa ligger 68 meter över havet och antalet invånare är 217.
Terrängen runt Laupa är mycket platt. Runt Laupa är det glesbefolkat, med 10 invånare per kvadratkilometer. Närmaste större samhälle är Paide, 17,6 km nordost om Laupa. Omgivningarna runt Laupa är en mosaik av jordbruksmark och naturlig växtlighet.